# Nederlandsch-Indische Staatsspoorwegen
Die Nederlandsch-Indische Staatsspoorwegen, kurz üblicherweise Staatsspoorwegen (SS), aber auch Electrische Staats Spoorwegen (ESS) für den elektrischen Betrieb, war die staatliche Eisenbahngesellschaft auf Java, damals die wichtigste und bevölkerungsreichste Insel von Niederländisch-Indien. Es wurden auch einige Linien in den äußeren Besitzungen unterhalten. 1946–50 firmierte die Gesellschaft als Verenigd Spoorwegbedrijf.

## Geschichte

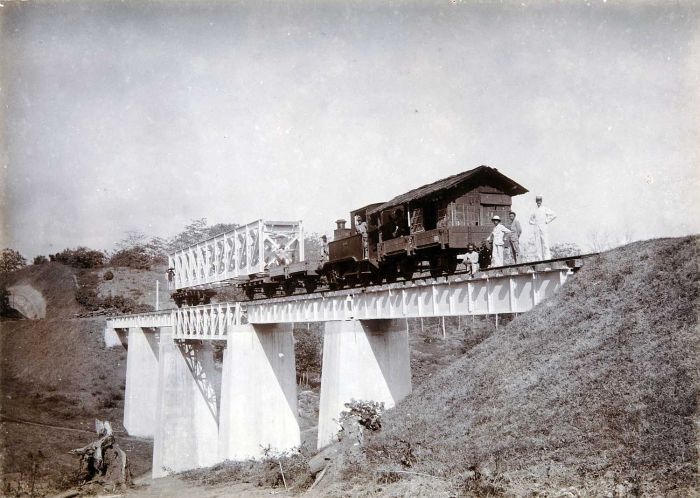
Transport eines Brückenelements beim Bau der Strecke Garahan – Mrawan (vor 1909)

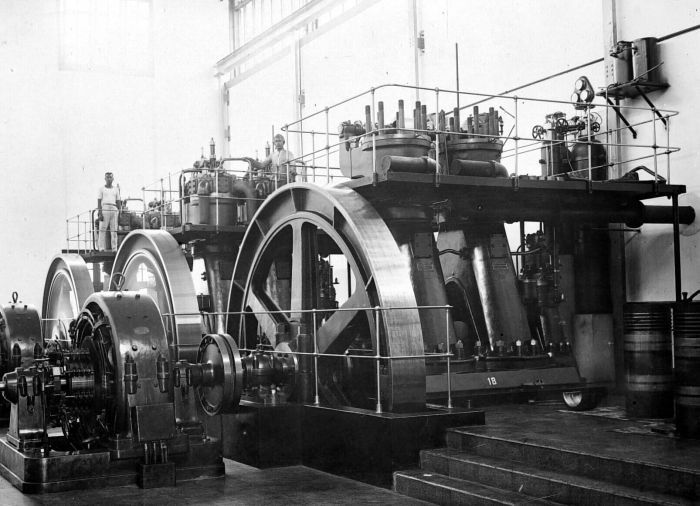
2 Dieselgeneratoren im E-Werk vom Yogyakarta (1920er)

Die Firma wurde am 6. April 1875 gegründet, auch weil sich angesichts des mangelnden wirtschaftlichen Erfolges der N.I.S. kaum private Investoren für den Eisenbahnbau in der Kolonie fanden. Das steigende Frachtaufkommen war angesichts der zunehmenden Rohstoffproduktion der Plantagen mit Zugtieren ab den 1860ern kaum noch zu bewältigen. In einem Bericht 1869 hatten J. A. Kool und N. H. Henket der Regierung zur Kostensenkung vorgeschlagen, künftige Strecken bevorzugt in Kapspur (1067 mm) zu bauen. Weiterhin sollten Stichbahnen in Schmalspur mit 600 oder 750 mm ausgeführt werden.

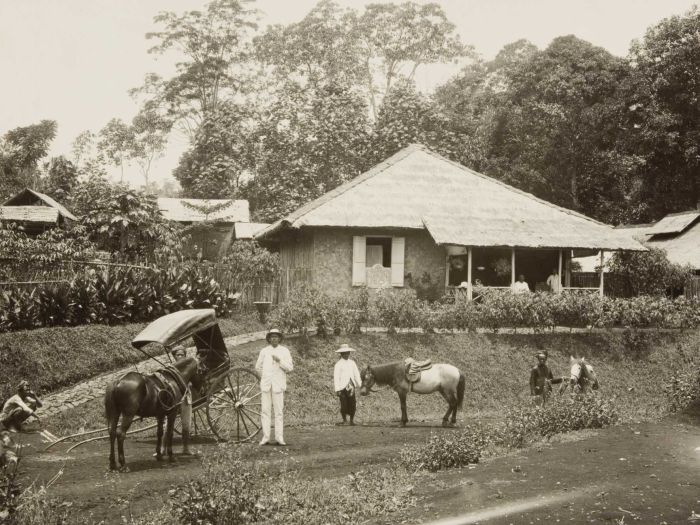
Dienstgebäude des europäischen Aufsehers beim Bau der Strecke Padalarang-Krawang

### Organisation
An der Spitze des Unternehmens stand seit 1875 ein General-Inspekteur. Die Kontrolle übernahm 1888 das Departement van Burgerlijke Openbare Werken. Zum 1. Juli 1909 wurde ein Haupt-Inspektorat eingerichtet. Nach einer Reorganisation zum 1. November 1917 gab es neun Abteilungen, die Trambahnen und die Linie zu den Kohleminen von Ombilin (Sumatra) wurden ausgegliedert.
Führungspositionen durften nur von Europäern ausgeübt werden, Eurasier hielt man bestenfalls für Posten bis zum Bahnhofsvorsteher geeignet. Einheimische (Javaner) und Chinesen wurden als Lokführer, Sekretäre 2. Klasse oder Haltepunktvorsteher eingesetzt. Eingeborene der „äußeren Besitzungen“ kamen allenfalls für Hilfsarbeiten in Frage. Dezember 1918 waren 2814 Beamte im Dienst (davon 6 % Europäer), die nach 20-jähriger Dienstzeit einen Pensionsanspruch erwarben (Mindestalter 45). Durch die zivilrechtlichen Reformen der 1920er wurden diese Diskriminierungen hinfällig, das Aufrücken war nun von der schulischen Qualifikation abhängig. Man beschäftigte 1937 103 Personen im höheren, 2403 im mittleren und 26159 im einfachen Dienst.
Zum 1. Januar 1936 wurde die Verwaltung neu organisiert. Es gab am jeweiligen Verwaltungssitz fünf regionale Direktionen für den laufenden Betrieb (Ost- und Westjava, Aceh, West- und Südsumatra). Dem Haupt-Inspektor unterstanden fünf Abteilungen:
1. Allgemeine Verwaltung, zuständig für Finanzen, Personal- und juristische Angelegenheiten
2. Depots
3. Strecken und Bauten, auch Brückenbau
4. Betrieb, Aufsicht über Material, Ausbesserungswerke usw.
5. Verkehrs- und Handelssachen, auch Werbung usw.

Preise

Ende 1917 zahlte man (pro km) in der 1. Klasse 4½ cent, 2. Klasse 3 cent und in der 3. Klasse streckenabhängig 1–1½ cent.

### Strecken

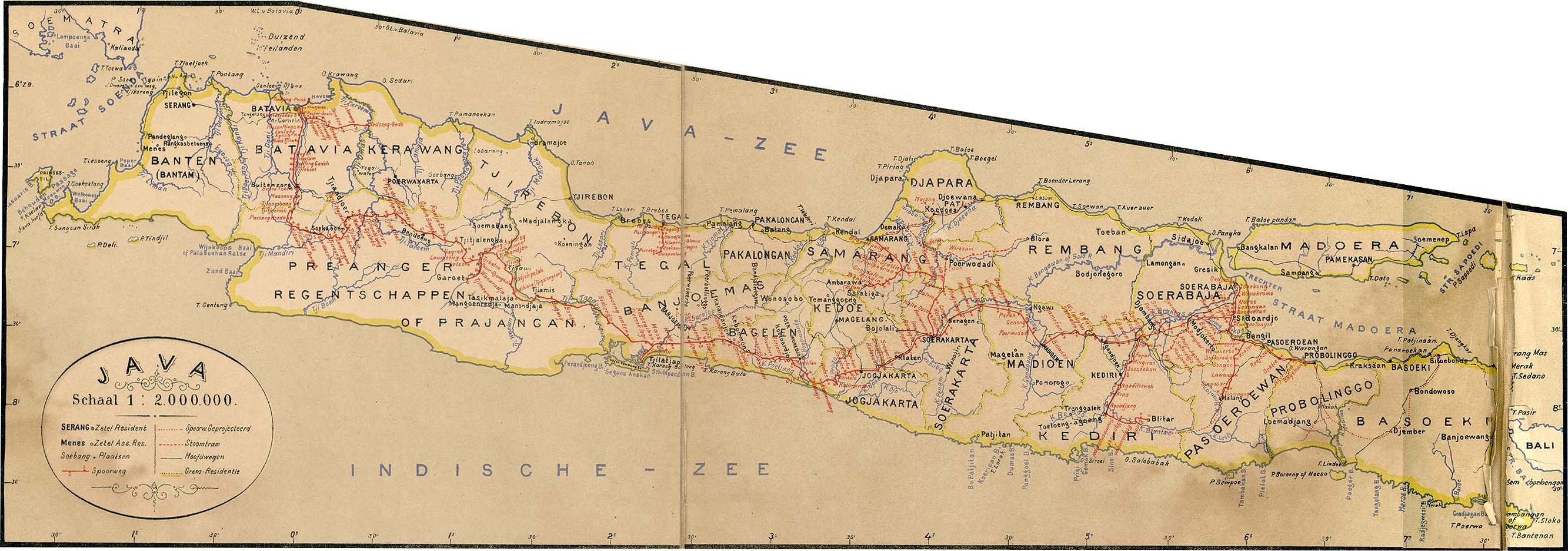
Karte des 1893 im Betrieb, Bau oder Planung befindlichen Streckennetzes auf Java.

Als erste staatliche Strecke eröffnete man 1878 die Bahn von Surabaya nach Pasuruan (63 km), die schließlich bis Malang weitergeführt wurde. Drei Jahre später begann man mit dem Bau der Linie von Bogor nach Cicurug in West-Java, die bis 1888 zur Küste in Cilacap verlängert wurde. 1884 trafen in Surakarta die Linie von SS und NIS zusammen. Seit 1894 als die Strecke zwischen Maos und Cibatu vollendet wurde, bestand eine durchgehende Verbindung zwischen Batavia und Surabaya. Die Reise dauerte bei einer reinen Fahrtzeit von 32½ Stunden, drei Tage, da nachts keine Züge verkehrten und wegen Spurweitenwechsel zweimal umgestiegen werden musste. Durchgehende Züge gab es seit 1. Februar 1905, nachdem eine durchgehende dritte Schiene für Regelspur verlegt worden war. Die Eröffnung einer kompletten neuen Strecke durch die Berge von Peragan am 2. Mai 1906 verkürzte die Reisezeit auf zwei Tage, bei einer fahrplanmäßigen Fahrtdauer von 23 Stunden. Das Gesetz den Bau der Strecke Cirebon–Kroya autorisierend erging am 31. Dezember 1912, der Erste Weltkrieg verzögerte jedoch die Fertigstellung bis Anfang 1917. Durch diesen Abschnitt wurde der Weg von Batavia nach Surabaya um 44 km verkürzt, außerdem umging man die 2,5%ige Steigung durch Bandung, sodass die Fahrzeit auf 17 Stunden sank. Durch die Einführung der leistungsstarken Dampflokomotiven der Baureihe 53 verkürzte sich die Fahrtzeit erneut auf nun 12 Stunden und 20 Minuten. Ab 1918 durften auch nachts Züge verkehren. Unter staatlicher Regie betrieben wurden 1917 in Ostjava 907 km Strecke, in Westjava 1449 km, auf Sumatra 245 km, zusammen 2601 km sämtlich in Kapspur, wovon 1729 km als Hauptlinien galten. Dazu kamen noch 84 km Schmalspurbahnen.

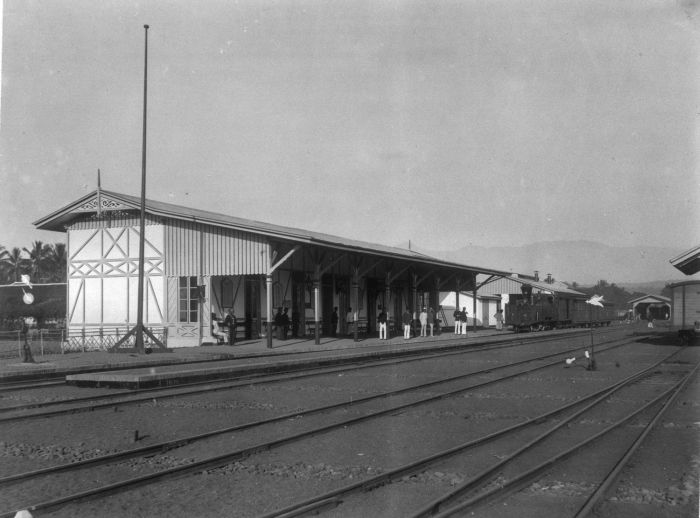
Bahnhof Tandjong Priok (um 1895)

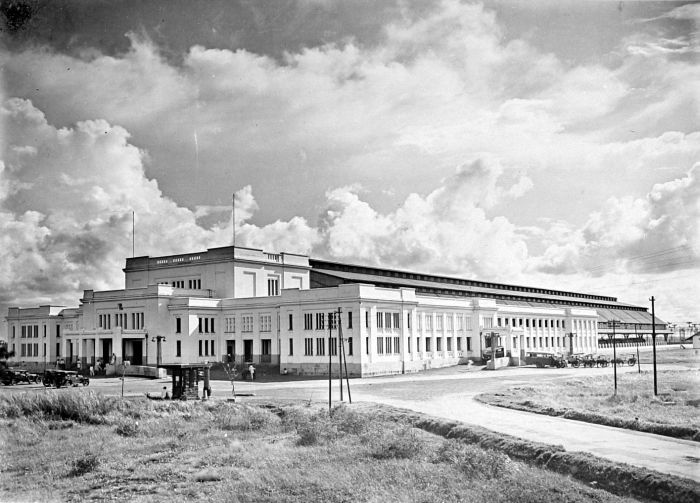
Hauptbahnhof Tandjong Priok (Neubau 1924)

Die anfangs verlegten Schienen wogen 25,7 kg/m, die Schwellen maßen 200×22×12 cm. Seit 1909 verwendete man Schienen von 33,4 kg/m, die höhere Geschwindigkeiten und Zuladungen erlaubten. Die längsten Tunnel waren bei Lampaegan (632 m) und Idjoe (577 m), in der Zwischenkriegszeit baute man einen mit 950 m. Größere Ausbesserungswerke richtete man in Madoe, Bandung und Master Cornelis ein. Die durchschnittlichen Baukosten pro Kilometer lagen 1912 in Ostjava bei 79.200 fl., in Westjava bei 90.400 fl. Ein Schmalspurkilometer kostete vor dem Ersten Weltkrieg rund 18.000 fl.
Der neue, 1916 von C. W. Koch entworfene, Hauptbahnhof Tandjong Priok wurde 1924 endgültig fertig. Zum 50-jährigen Jubiläum der Staatsbahn eröffnete 1925 die erste elektrifizierte Strecke (1500 V Gleichspannung) von Bogor nach Batavia. Der Vorortsverkehr von Batavia wurde auf einem 56 km langen Netz mit 20 Triebzügen abgewickelt und erlaubte einen S-Bahn-Betrieb mit Zugfolgezeiten von 10 Minuten. Weiter standen für die Zugförderung vier Schnellzug- und drei Güterzuglokomotiven sowie vier Akkumulatoren-Lokomotiven für den Rangierdienst zur Verfügung. Die Energieversorgung des Bahnnetzes wurde durch Hochdruck-Wasserkraftwerk mit Stauseen bewerkstelligt. Der Strom wurde von den Kraftwerken mit einer Spannung von 70 kV zu den beiden Unterwerken in Meester Cornelis und in Antjol übertragen. Als thermische Reserve stand ein Kraftwerk mit einer Dampfturbine in Weltevreden bereit. In beiden Unterwerken wurde die Spannung auf 6 kV heruntertransformiert und einem Dreiphasenmotor zugeführt, an dessen beiden Enden je einen Gleichstromgenerator angeflanscht war, der 750 V mit einer Leistung von 750 kW erzeugte. Die beiden Generatoren einer Gruppe waren ständig in Serie geschaltet. Für die Strecke nach Bogor wurden zwei Unterwerke eingesetzt, die erstmals in einem tropischen Land mit Quecksilberdampfgleichrichter von BBC ausgerüstet wurden. Die Arbeiten der Elektrifizierung wurden durch den Schweizer Adolphe-M. Hug, dem ehemaligen Oberingenieur der Zugförderung der Staatsspoorwegen geleitet.
Die Vollendung der 1067 mm-Gleise zwischen Yogja und Surabaya zum 1. Mai 1929 verkürzte die Fahrzeit Batavia–Surabaya auf fahrplanmäßige 11½ Stunden. Der Eendaagsche-Expres, erreichte eine Durchschnittsgeschwindigkeit von 71,7 km/h. Nach 1931 wurde kaum noch in die Eisenbahn investiert. Allerdings führte man 1936 auf der Hauptstrecke zuschlagpflichtige luxuriöse Nachtexpresszüge (⌀ 60 km/h) ein. Statt in neue Lokomotiven zu investieren, baute man Güterzuglokomotiven so um, dass sie höhere Geschwindigkeiten erreichen und mit Lkw- und Busverkehr konkurrieren konnten. Durch Lobbyarbeit erreichte man 1933 eine gesetzliche Beschränkung des Lkw-Frachtverkehrs.
Während der Depression, die 1929–33 die Fahrgastzahlen etwa halbierte, legte man unrentabel gewordene Strecken still; 1932: Tulungagung–Tugu und Jatibarang–Karangampel; 1933: Warungdowo–Purwosari und Warungdowo–Ngempit; 1936: Tanahmerah–Kebanyar, schließlich 1937 Pamekasan–Kalianget. Das staatliche Streckennetz umfasste Ende 1936 4350 km, davon 2929 auf Java, 645 in Südsumatra, 264 in West-Sumatra und 512 in Ajeh. Zusammen waren dies 2270 km Hauptlinien und 580 km Nebenstrecken. Dazu kamen noch 79 km Schmalspurbahnen. Die Krise verhinderte die Finanzierung der geplanten Elektrifizierung auf Java sowie die geplanten Anschlüsse der drei Teilnetze auf Sumatra untereinander und weitere Ausbauten auf Borneo (Bandjerjasmin–Amoetai; Pontianak–Samboe) und Celebes, wo die einzige Strecke schon nach acht Jahren 1930 wieder stillgelegt wurde.

### 1942–1951
Unter japanischer Besatzung wurden fast alle javanischen Normalspurstrecken auf Kapspur (1067 mm) verschmälert. Einige Normalspur-Lokomotiven wurden an die Südmandschurische Eisenbahn abgegeben. Neu baute man, oft durch zwangsverpflichtete Arbeiter (Rōmusha, 労務者) in West-Java die Bajah-Bahn (89 km), 220 km, auf Sumatra und die Tondongkura-Bahn im südwestlichen Sulawesi, die erst wenige Tage vor der Kapitulation Japans fertiggestellt wurde und daher nicht in Betrieb ging.
Nach Rückkehr der Kolonialherren 1946 hieß der nun für Java und Sumatra zuständige Staatsbetrieb Staatsspoorwegen/Verenigd Spoorwegbedrijf (SS/VS). Die Bahnstrecken waren für die „Polizeiaktionen“ von strategischer Wichtigkeit und daher auch bevorzugtes Angriffsziel der Freiheitskämpfer, sodass dem jungen Indonesien bei der Unabhängigkeit ein vollkommen marodes Bahnsystem überlassen wurde.

## Fahrzeuge

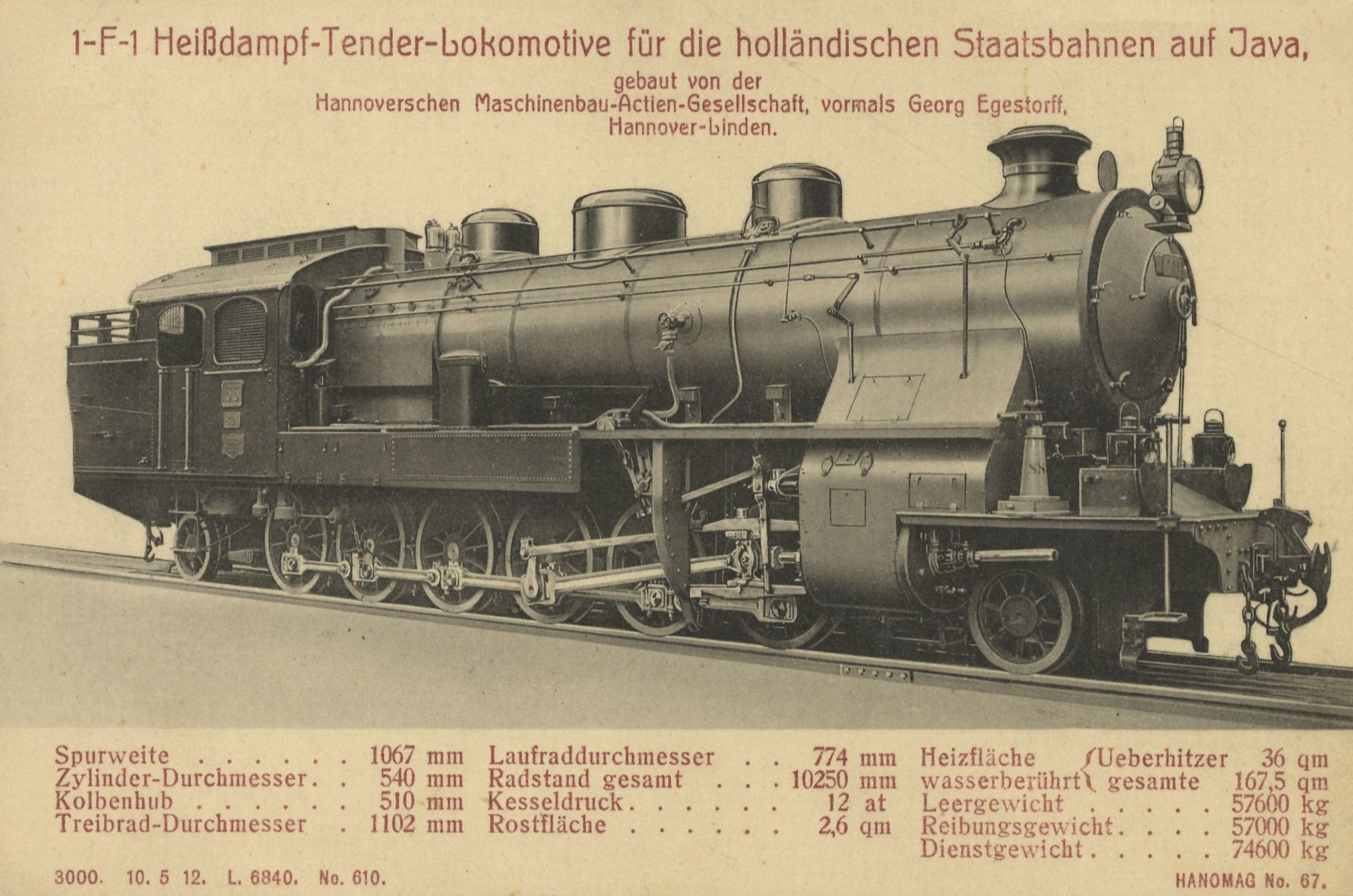
1’F1’-Heißdampftenderlokomotive für die holländischen Staatsbahnen auf Java (1912)

An Lokomotiven wurden im 19. Jahrhundert vor allem von Beyer-Peacock B1’-Schlepptenderlokomotiven eingesetzt. Ab etwa 1900 kamen auch Hartmann-Lokomotiven dazu. Weitere wichtige Lokomotivenlieferanten waren Hanomag und die Maschinenfabrik Esslingen. Die von diesem Hersteller 1966 gelieferte Lokomotive 5316 gilt als die letztgebaute Dampflokomotive Indonesiens, sie steht heute im Museum von Ambarawa.

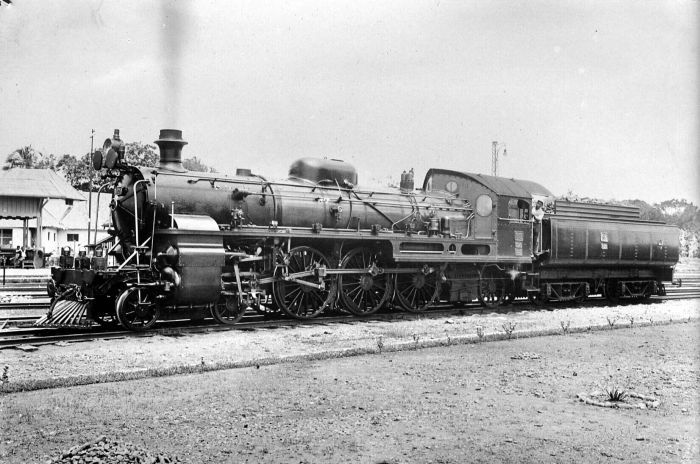
Eine Lokomotive der Baureihe C53, die ab 1917 bei Werkspoor gebaut wurden

Die Reisezugwagen der Zwischenkriegszeit waren vergleichsweise modern, es kamen vierachsige Drehgestellwagen zum Einsatz, die Personenwagen der oberen Klassen waren Abteilwagen mit Seitengang.
Zum Jahresende 1917 gab es den folgenden Bestand: Auf den ostjavanischen Strecken 237 Lokomotiven, 599 Reisezug-, 96 Gepäck- und 5055 Güterwagen mit 6–10,5 t Lademasse. Knapp 111 000 Zugbewegungen erzielten rund 6 Millionen km. Man beförderte 1917 fast 18 Millionen Reisende, davon 17½ Mio. in der 3. Klasse. Auf den westjavanischen Strecken gab es 240 Lokomotiven, 648 Personen-, 156 Gepäck- und 4950 Güterwagen. Ca. 192 000 Zugbewegungen fuhren dort rund 8,85 Millionen km. Man beförderte 1917 fast 32,2 Millionen Reisende, davon 30,9 Mio. in der 3. Klasse. In Westsumatra verfügte man über 71 Lokomotiven (größtenteils mit Zahnradantrieb), 103 Personen-, 17 Gepäck- und 873 Güterwagen (darunter auch vierachsige Wagen mit einer Lademasse von 20 t für Kohle). Man beförderte 1917 rund 3,3 Millionen Reisende, davon 51 000 in der 1. Klasse (keine 3. Klasse).
Bis 1936 wuchs der Bestand an Fahrzeugen auf insgesamt 726 Dampflokomotiven, 38 elektrische Lokomotiven, 1874 Personenwagen und 14 752 Güterwagen.

## Elektrische Lokomotiven
Für den Betrieb der mit 1500 V Gleichspannung elektrifizierten Strecke von Bogor nach Batavia wurden Lokomotiven aus Europa importiert. Zuerst wurde von drei verschiedenen Herstellern sieben Probelokomotiven bestellt, dann folgten weitere sechs Lokomotiven vom niederländischen Konsortium. Die von SLM und BBC gelieferten Lokomotiven der Baureihe 3000 zeichneten sich durch die erstmalige Verwendung des Java-Drehgestells aus, das den Namen vom Einsatzort erhielt.
Technische Daten:
| Baureihe | Nummer    | Anzahl | Hersteller         | Achsfolge    | Antrieb           | Gewicht | Vmax    | Leistung | Vorgesehener Einsatz                                | Bild |
| -------- | --------- | ------ | ------------------ | ------------ | ----------------- | ------- | ------- | -------- | --------------------------------------------------- | ---- |
| 3000     | 3001–3004 | 4      | SLM, BBC           | (1A)Bo(A1)   | Buchli            | 70 t    | 90 km/h | 1400 PS  | Schnellzüge                                         |      |
| 3100     | 3101–3102 | 2      | AEG                | (1’B)(B1’)   | Stangen           | 80 t    | 75 km/h | 1500 PS  | Schnellzüge Personenzüge                            |      |
| 3200     | 3201–3206 | 6      | Werkspoor, Heemaf  | (1’Bo)(Bo1’) | Tatzlager         | 70 t    | 60 km/h | 1200 PS  | Schnellzüge Personenzüge                            |      |
| 3300     | 3301      | 1      | AEG                | Bo’Bo’       | Tatzlager         | 56 t    | 60 km/h | 925 PS   | Güterzüge                                           |      |
| 4000     | 4001–4002 | 2      | Werkspoor, SSW AfA | D            | Tatzlager Stangen | 54 t    | 20 km/h | 180 PS   | Akkumulatorenlok für Rangierdienst ohne Oberleitung |      |